# استئصال الصيوان
استئصال الصيوان أو استئصال صيوان الأذن (بالإنجليزية: Auriculectomy)‏ هي عملية جراحية يتم فيها إزالة الأذن نتيجةً لرضة خطيرة أو مرض، وتتبع بشكلٍ عام بإعادة تأهيل تتضمن جراحة ترقيعية أذنية.